# آن جريفالكوني
آن جريفالكوني (بالإنجليزية: Ann Grifalconi)‏(22 سبتمبر 1929-19 فبراير 2020) كانت مؤلفة ورسامة أمريكية لكتب الأطفال. ولدت في نيويورك، درست الفن في مدرسة كوبر يونيون للفنون، حيث حصلت على شهادة في فن الإعلان في عام 1950. عملت لعدة سنوات في مجال الإعلان والعرض، ثم درست الفن والتصميم في المدرسة الثانوية صناعات الموضة قبل مغادرتها أن تصبح رسامة ومؤلفة بدوام كامل.
جريفالكوني هي مؤلفة العديد من الكتب للأطفال، بما في ذلك قرية البيوت المستديرة والمربعة (الوصيفة لميدالية كالديكوت 1987 للتوضيح، عملها) ولا أحد غريب عني (رسمها جيري بينكني). عملت كرسامة مع مؤلفين من بينهم إليزابيث بيشوب ولوسيل كليفتون ووالتر دين مايرز وتيلي إس باين. شاركت في جائزة جائزة كوريتا سكوت كينج مع Clifton عن فيلم جودباي لـ ايفرت أندرسون؛ كان جاز مان، الذي أوضحته لماري هايز ويك، من كتاب نيوبيري هونور لعام 1967 وكتاب ALA البارز.
على الرغم من أن جريفالكوني معروفة أكثر بكونها مؤلفة ورسامة، إلا أن هناك أعمالًا أخرى توضح الخدمة النسوية داخل المؤسسات التي يهيمن عليها الذكور تاريخيًا بما في ذلك النشر والتمويل. كانت رئيسة شركة النشر Greyfalcon House، Inc التي نشرت «أوريو» بقلم فران روس في عام 1974. ظل عمل روس المنشور الوحيد، «أوريو» غامضًا حتى اكتشافه وإعادة نشره في العقد الأول من القرن الحادي والعشرين، ومنذ ذلك الحين وُصف بأنه «سابق لعصره» «أحد روائع الكتابة الهزلية الأمريكية في القرن العشرين»، و «ملحمة نسوية». جونسون، مات (9 مارس 2011). كانت آن جريفالكوني مؤسسة وعضو مجلس إدارة في اتحاد الائتمان النسائي بنيويورك (1973-1980) والذي وصفه الموظفون هناك بأنه «يساعد النساء على إنشاء ائتمان، وخاصة النساء المطلقات أو المنفصلات أو الأرامل اللاتي لم يكن بمقدورهن إنشاء ائتمان بأسمائهن عندما تزوجت.»
عاش جريفالكوني في مدينة نيويورك وتوفي في 19 فبراير 2020، في البيت اليهودي الجديد في نفس المدينة.